# Clordà
El Clordà és un compost que pertany als organoclorats i s'empra com a pesticida. Es tracta d'un insecticida no-sistèmic amb actuació per contacte, via estomacal o per afecció respiratòria. Aquest insecticida prové de l'hexaclorociclopentadiè i per això a vegades rep el nom de pesticida ciclodiè.
Aquest compost presenta un caràcter hidròfob, per la qual cosa està fortament adherit a partícules sòlides i rarament es filtra degut a la seva baixa solubilitat. Té un període de degradació molt llarg i es bioacumula en els organismes.
L'exposició a aquest pesticida per part dels humans es pot associar a un alt índex de càncers. Es tracta d'un dels complexos potencialment més cancerígens en animals.

Síntesi de cis - (a dalt) i trans - clordà (a baix)